# Weston (Nebraska)
Weston es una villa ubicada en el condado de Saunders en el estado estadounidense de Nebraska. En el Censo de 2010 tenía una población de 324 habitantes y una densidad poblacional de 560,97 personas por km².

## Geografía
Weston se encuentra ubicada en las coordenadas 41°11′35″N 96°44′31″O / 41.19306, -96.74194. Según la Oficina del Censo de los Estados Unidos, Weston tiene una superficie total de 0.58 km², de la cual 0.58 km² corresponden a tierra firme y (0%) 0 km² es agua.

## Demografía
Según el censo de 2010, había 324 personas residiendo en Weston. La densidad de población era de 560,97 hab./km². De los 324 habitantes, Weston estaba compuesto por el 95.99% blancos, el 0% eran afroamericanos, el 0% eran amerindios, el 0% eran asiáticos, el 0% eran isleños del Pacífico, el 2.78% eran de otras razas y el 1.23% pertenecían a dos o más razas. Del total de la población el 5.56% eran hispanos o latinos de cualquier raza.